# Ermita de Santa Paula de Dénia
L'ermita de Santa Paula al municipi de Dénia (Marina Alta, País Valencià) està situada a l'oest i a un quilòmetre i mig de la ciutat, i dona nom a la partida on se situa.
El model d'ermita s'adscriu al grup denominat "de conquesta", d'una sola nau, amb arcs ogivals, model que perdura fins al segle xvi, i que desapareix amb l'arribada del Renaixement.
El model s'allunya dels exemples del segle xii, per la qual cosa podríem datar-la, aproximadament, cap a la primera meitat del segle.
Es tracta d'un edifici d'una nau de planta rectangular, lleugerament desenquadrada. A l'interior, dos arcs apuntats quasi de mig punt subdivideixen la planta en tres trams. Un banc adossat als murs recorre tota l'ermita.